# BVG-Baureihe A3
Die Baureihen A3, A3L, A3L 82 und A3L 92 der Berliner Verkehrsbetriebe sind die ersten Nachkriegsbaureihen, die für das Kleinprofilnetz der West-Berliner U-Bahn gebaut wurden. Die vier Gattungen orientieren sich dabei sowohl äußerlich als auch technisch stark an den Großprofilbaureihen D und DL sowie F84 bis F92. Kleinste betriebsmäßig fahrbare Einheit ist der Doppeltriebwagen, der aus einem Steuerwagen (S-Wagen) mit gerader Wagennummer und einem Kompressorwagen (K-Wagen) mit ungerader Wagennummer besteht. Beide Fahrzeuge sind motorisiert und mit je einem Führerstand ausgestattet, die Bezeichnung „Steuerwagen“ bezieht sich auf die dortigen Einrichtungen für die elektrische Steuerung. Der K-Wagen enthält die Druckluftanlage, die Umformeranlage und die Einrichtungen für die Beleuchtung. Die Nummerierung erfolgte von Wagen 999/998 an rückwärts, womit 999/998 die älteste A3-Einheit ist. Bis Ende der 1970er Jahre war jeweils der K-Wagen für Nichtraucher reserviert, im S-Wagen durfte geraucht werden.

## Entwicklung

### A3

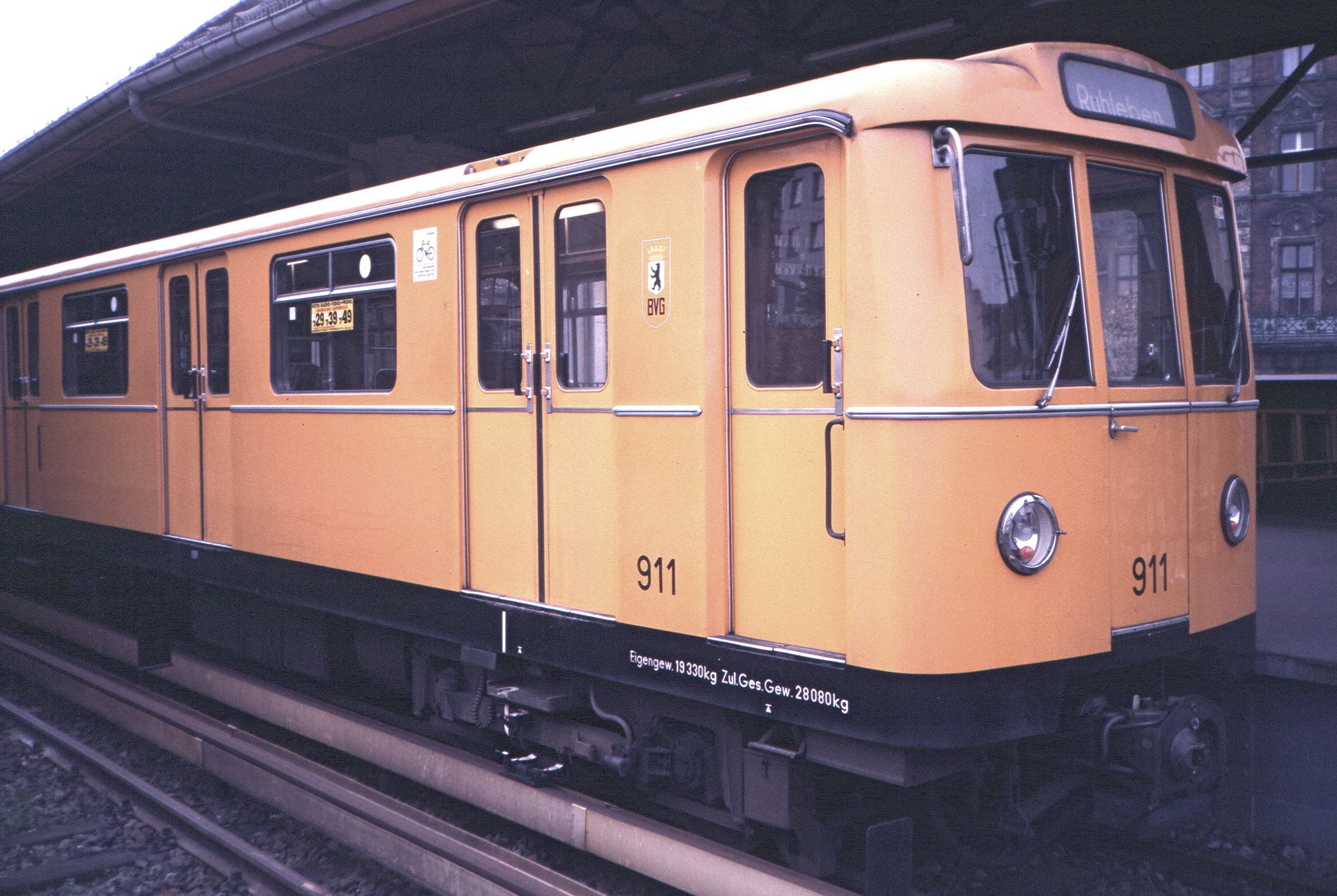
Baureihe A3 66 am damaligen Endbahnhof Schlesisches Tor, 1987

Ab 1953 beschäftigte sich die BVG-West mit dem Bau einer neuen Großprofilbaureihe, der späteren Baureihe D. Nach der ersten Auslieferung 1957 arbeiteten die Verkehrsbetriebe zusammen mit der DWM an der Konstruktion einer dem D-Typen ähnlichen Kleinprofilbaureihe. Das Ergebnis war der A3, der bis auf die Anpassungen für das unterschiedliche Profil weitgehend seinem Vorbild entsprach. Die ersten Fahrzeuge wurden 1960 ausgeliefert, insgesamt waren es acht Doppeltriebwagen der als A3 60 bezeichneten Unterbauart. Diese Wagen gehörten zudem zu den wenigen, die vor dem Mauerbau am 13. August 1961 noch nach Ost-Berlin fuhren.
Die Serienauslieferung begann 1964, nachdem die erste Serie grundlegend erprobt worden war. Bis auf die Tatsache, dass Orenstein & Koppel anstelle von DWM den Wagenkasten konstruierten und der um 2,6 Tonnen verringerten Eigenmasse glichen diese als A3 64 bezeichneten Fahrzeuge ihren Vorgängern. 1966 folgte eine weitere Auslieferung von 21 Doppeltriebwagen (A3 66), sodass insgesamt 54 Doppeltriebwagen der Baureihe A3 zusammenkamen.
Ursprünglich trugen die Fahrzeuge der Baureihen A3 und A3L umlaufende Zierleisten unterhalb der Fensterkanten. In den 1980er Jahren wurden sie, um die Unterhaltungskosten zu reduzieren, entfernt. Das Vorhandensein der Zierleisten war kein Kriterium für die Zugzusammenstellung, in der Übergangszeit kamen gemischte Züge vor.
Einige ältere Fahrzeuge der A3-Serien wurden ab 1998 ausgemustert, der Großteil der Wagen wurde jedoch ertüchtigt und ist – teilweise in neuen Zugverbänden – als A3E (siehe unten) bis heute unterwegs.

### A3L

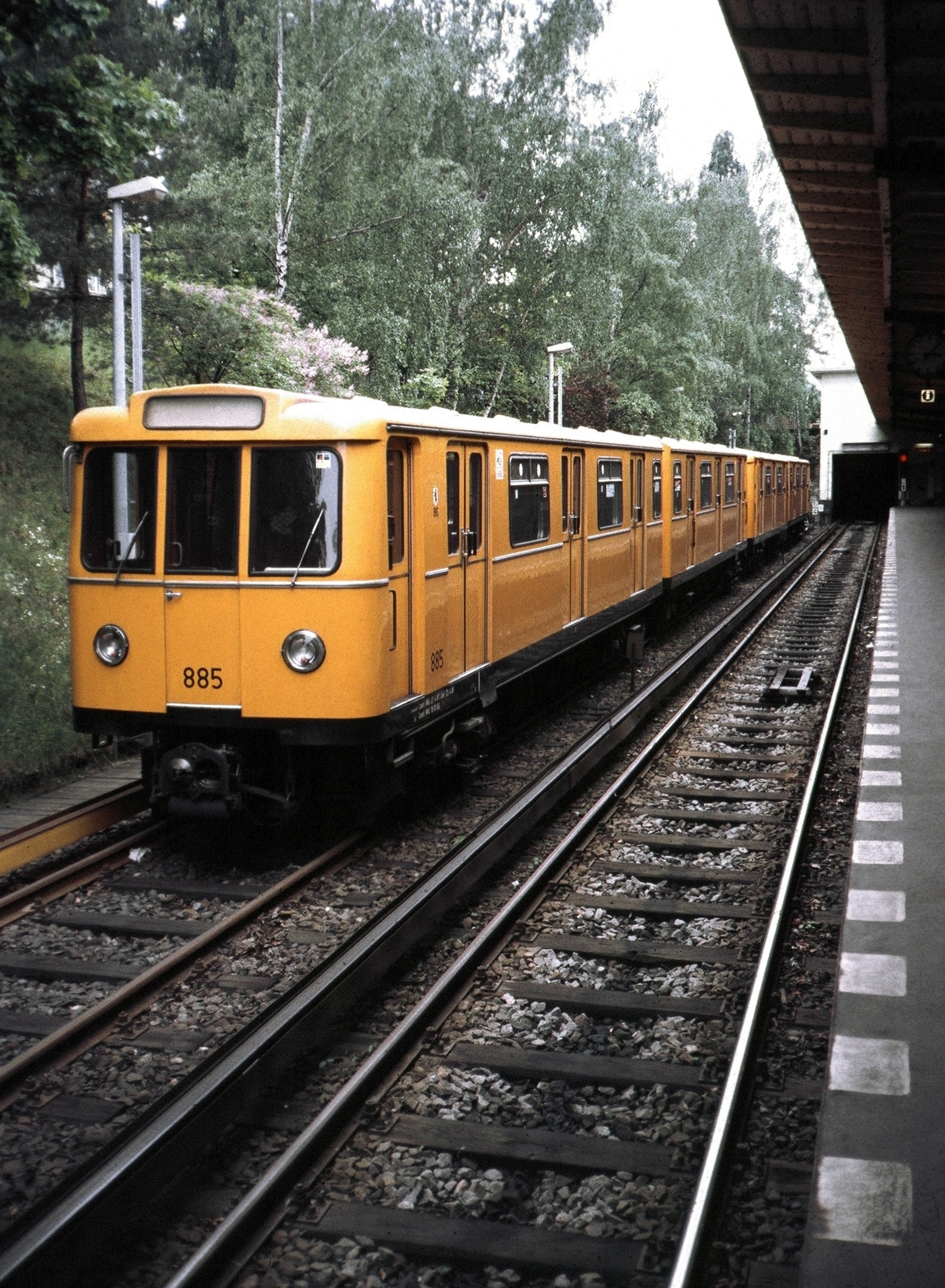
A3L 66 mit Zierleiste in Krumme Lanke, 1987

Dieser Fahrzeugbestand reichte dennoch bei weitem nicht dazu aus, um die Vorkriegsbaureihen AI und AII zu ersetzen. Da die Entwicklung von Schienenfahrzeugen in Leichtmetallbauweise jedoch in der Zwischenzeit fortschritt und bereits im Großprofil die Nachfolgerbaureihe DL ausgeliefert wurde, veranlasste die BVG noch im gleichen Jahr den Bau von insgesamt 118 Doppeltriebwagen, die je nach dem Zeitpunkt ihrer Auslieferung als A3L 66, A3L 67 bzw. A3L 71 bezeichnet wurden. Das L steht dabei für Leichtmetallbauweise, da für die Wagenkästen statt Stahl nun Aluminiumlegierungen verwendet wurde. Durch den resultierenden Massenunterschied konnte bei den Fahrzeugen die Motorleistung reduziert werden.
Gleichzeitig mit der Auslieferung der A3 und A3L musterte die BVG-West bis 1968 den letzten AI sowie 1973 den letzten AII aus.
2007 musterte die BVG die ältesten A3L aus den Jahren 1966 und 1967 aus, da sie durch die Auslieferung der Baureihe HK überflüssig wurden und zudem ihre Aluminium-Wagenkasten inzwischen starke Verschleißerscheinungen aufwiesen, sodass sich eine Ertüchtigung nicht mehr rentiert hätte.
Mitte 2011 gab die BVG bekannt, dass ab 2014 Vorserienzüge einer neuen Baureihe getestet werden sollen. Diese Züge ersetzen dann die Baureihe A3/A3L. Derzeit sind 54 Fahrzeuge des Typs IK in Betrieb. 2010 und 2015 mussten erste Wagen vom Typ A3L 71 ausgemustert werden, da – ähnlich wie wenige Jahre zuvor beim A3L 67 – die Aluminiumwagenkästen in einem so schlechten Zustand waren, dass sie nur noch unter großem Aufwand hätten saniert werden können.
Die Ausmusterung schritt in den folgenden Jahren fort. Am 17. Oktober 2021 fand eine offizielle Abschiedsfahrt statt. Der letzte Einsatz zweier Einheiten im Linienbetrieb erfolgte schließlich am 6. März 2022.

### A3L 82

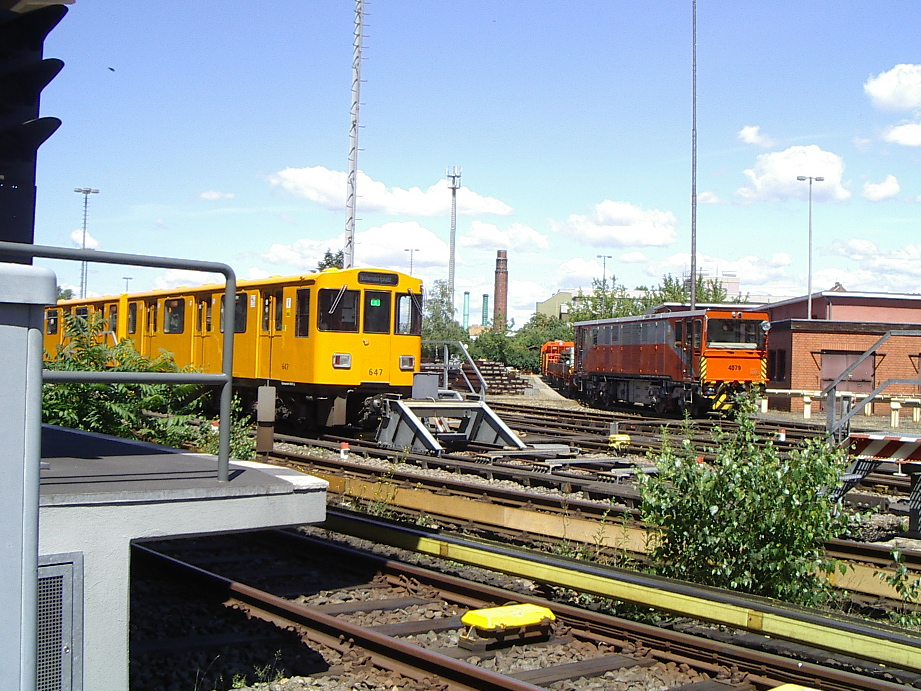
A3L 82 (mit vergrößerten Führerstands-Seitenfenstern) am U-Bahnhof Olympia-Stadion, im Hintergrund Zweikraftlok 4079 vor der dortigen Bahnmeisterei, 2006

In die neuentwickelte Baureihe A3L 82 flossen Erfahrungen aus der ab 1973 eingesetzten Großprofilbaureihe F ein. Der wesentliche Unterschied bestand darin, dass diese neuen Fahrzeuge mit Gleichstromstellern ausgerüstet wurden, womit ein gleichmäßiges Anfahren und Bremsen möglich wurde. Äußerlich ähnelten die A3L 82 den F76- bis F79.3-Zügen, die grüne Signalleuchte für Betriebsfahrten über der Zielanzeige entfiel jedoch. Innenraum und Türen wurden von den A3 übernommen.
Während der Planungsphase gab es zeitweilig Überlegungen, anstelle von acht nur sechs Achsen pro Doppeltriebwagen einzubauen, wobei das mittlere Drehgestell als Jakobs-Drehgestell ausgeführt werden sollte. Da diese Erscheinungsform sich von den bisherigen stark abgrenzte, war zwischenzeitlich die Bezeichnung A4 vorgesehen.
Von den A3L 82 wurden insgesamt nur acht Doppeltriebwagen, also umgerechnet zwei Achtwagenzüge ausgeliefert. Zum Zeitpunkt der Auslieferung ab September 1982 bestand kein dringender Bedarf an Neubaufahrzeugen, da die ältesten Fahrzeuge gerade einmal knapp über zwanzig Jahre alt waren und auf der anderen Seite keine Neubaustrecken im Kleinprofilnetz anstanden. Gebaut wurden sie bei der Waggon Union (WU) in Berlin-Borsigwalde zu einem Stückpreis von 2,12 Millionen DM je Doppeltriebwagen. Wie im Kleinprofil damals üblich erhielten sie – rückwärts zählend – die Wagennummern 655 bis 640.
Für die Gesamtkonzeption der technischen Ausrüstung und die Steuerstromausrüstung war die Firma Siemens zuständig. AEG lieferte die Starkstromausrüstung und die Umformeranlage zu, Knorr die Druckluft- und Bremsausrüstung, Wabco die Gleitschutzanlage, Thyssen den Zweiachs-Längsantrieb und Scharfenberg die Kupplung. Die Scharfenbergkupplung erhielt ein Elastomerfedergelenk und ein Stoßverzehrglied, die Anzahl der elektrischen Kuppelkontakte wurde erhöht. Völlig neu konstruiert wurde der Stromabnehmer, der an einem isolierten Stahlbalken angebracht wurde. Die Fahrsperrenauslösung erfolgte ausschließlich magnetisch, die Notbremse wurde nun elektronisch ausgelöst.
Die elektrische Steuerung erfolgte über zwei identische Wagensteuergeräte, von denen sich je eines im S-Wagen und im K-Wagen befand. Die Thyristorsteuerung ermöglichte das Rückspeisen der Bremsenergie in die Stromschiene. Die elektronischen Bauteile fanden in einem Container unter dem Wagen Platz. Schnellschalterkasten, statischer Umformer und Batterien (jeweils im S-Wagen) und Kompressor (im K-Wagen) waren pro Doppeltriebwagen nur einmal vorhanden.
Wie bei der Vorgängerbauart A3L bestand die Konstruktion des Wagenkastens aus Aluminiumlegierungen. Erstmals war das Untergestell des Wagens in Integralbauweise aus Aluminium-Strangpressprofilen gefertigt. Das Gesamtleergewicht jedes Doppeltriebwagens betrug 35,3 t, er war damit gegenüber der Vorgängerserie um 10,7 % schwerer. Die Höchstgeschwindigkeit konnte auf 52, 62 oder 72 km/h begrenzt werden. Ein gesonderter Mikroprozessor überwachte die Gleitschutzanlage und steuerte so den Radgleitschutz. Er sicherte auch die Türfreigabe: bis zur Freigabe durch den Fahrer waren die Türen erstmals im Kleinprofil verriegelt. Als Fahrtzielanzeiger wurden elektronisch ansteuerbare Palettenanzeiger eingebaut, deren Hintergrundfarben den Linienfarben entsprachen. Die Räder wurden beidseitig mit Schallabsorbern versehen.
Neun Leuchtstoffröhren à 40 W Leistung dienten der Beleuchtung des mit Längssitzbänken ausgestatteten Fahrgastraums. Die Sitze wurden mit rotkariertem Wollstoff bezogen, sie bestanden aus einem Federkern mit Gummiauflage und 10 mm Neoprenschaum. Fensterklappen wurden nur noch auf der Zugbegleiterseite (in Fahrtrichtung links) eingebaut. Die Innenverkleidung bestand aus einer 2 mm dicken Sinaplast-Folienbeschichtung in braunem Dekor, die weiß beschichtete Deckenverkleidung aus gelochtem Aluminium. Fahrgastraum und Führerstand waren unabhängig vom Fahren beheizbar. Der Führerstand wies nur noch auf der Zugbegleiterseite eine Außentür (nun in Form einer Schlagtür) auf. Er hatte eine Nutzfläche von ca. 3,5 m² und verfügte über eine Frontscheibenbelüftung.
Erstmals im Fahrgastbetrieb eingesetzt wurde die Baureihe am 14. Juni 1983. Die Einheit 640/641 pendelte auf der kurzen damaligen Linie 3 zwischen den U-Bahnhöfen Wittenbergplatz und Uhlandstraße. Mitte Juli kamen die neuen Fahrzeuge dann auch als Vier-Wagen-Züge auf der Linie 2 in Richtung Krumme Lanke zum Einsatz. Ein Achtwagenzug wurde erstmals im September jenes Jahres beobachtet, am 20. Mai 1984 dann erstmals ein gemischter Zugverband aus den Wagen 654/655 (A3L 82) und 868/869 (A3L 67).

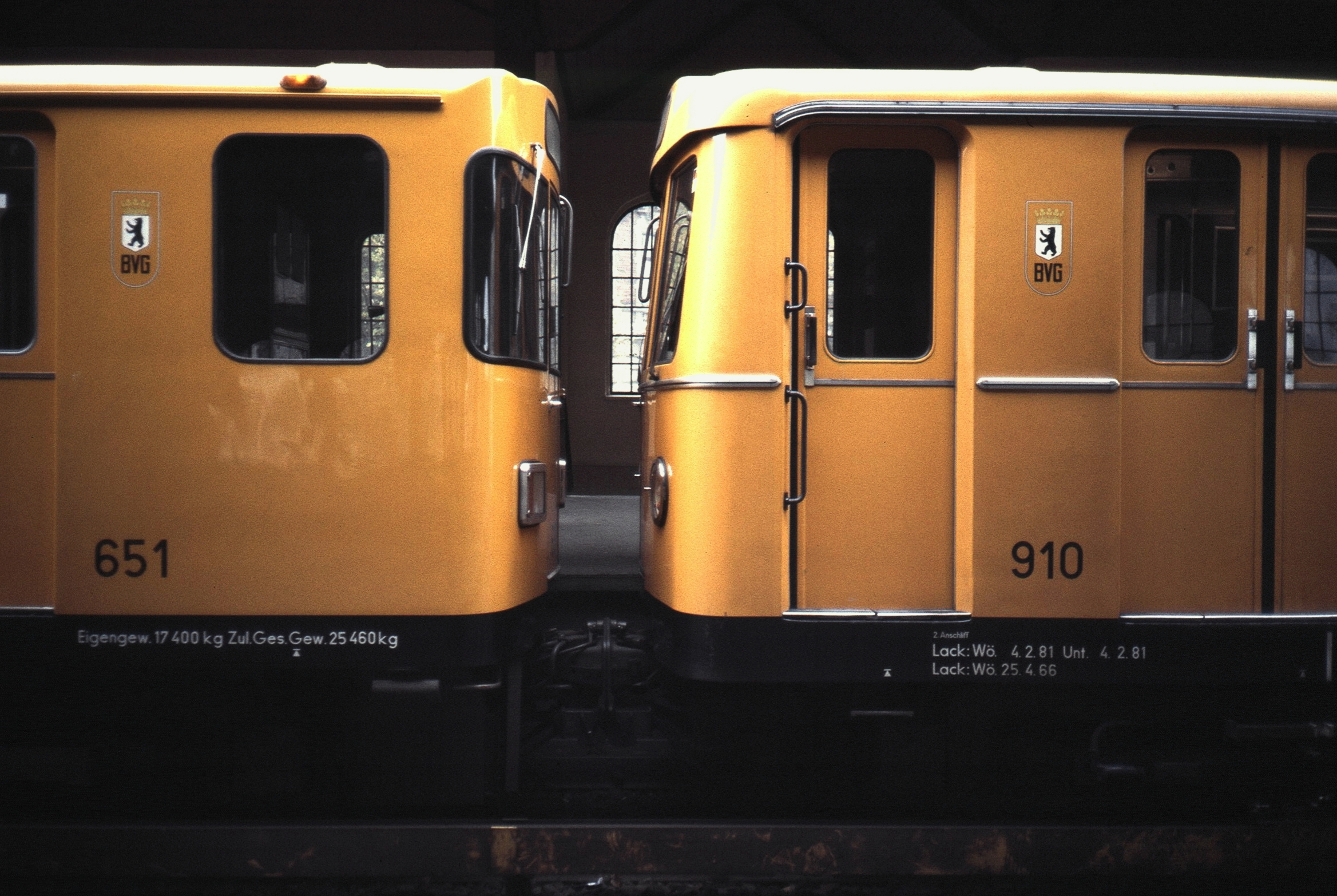
A3L 82 und A3 66 gekuppelt im U-Bahnhof Schlesisches Tor, 1987

Die Triebwagen dieser Baureihe konnten von Beginn an mit den älteren A3- und A3L-Fahrzeugen mechanisch und elektrisch gekuppelt und im Verbund eingesetzt werden. Um 2003 herum begann die BVG allerdings zu versuchen, durch Veränderungen an der Technik die Kuppelbarkeit mit den jüngeren A3 L92 herzustellen. Dies gelang jedoch nicht. Es wurde nicht nur das Ziel des Umbaus verfehlt, es ging dabei auch die Kuppelbarkeit mit den älteren A3/A3L-Zügen verloren, sodass die A3L 82 seitdem elektrisch nur noch mit Zügen derselben Baureihe gekuppelt werden konnten. Unter anderem aus diesem Grund erhielten sie um 2004 herum größere Führerstands-Seitenfenster, damit das Personal sie leichter als A3L 82 identifizieren kann, zumal ihre Fronten spätestens seit dem Ersatz der ursprünglich eingebauten Fallblattanzeigen durch herkömmliche Rollbandanzeigen mit denen der A3L 92 identisch sind.
Im Sommer 2018 begann die BVG damit, die A3L 82 auszumustern, wobei zwei Einheiten (646/647 und 650/651) zunächst noch im Betrieb verblieben. Die restlichen waren in den Bw Grunewald und Bw Friedrichsfelde abgestellt. Die letzten beiden Einheiten wurden im September 2018 ebenfalls ausgemustert. Bis auf die Einheit 650/651 dienen alle Fahrzeuge als Ersatzteilspender.

### A3L 92

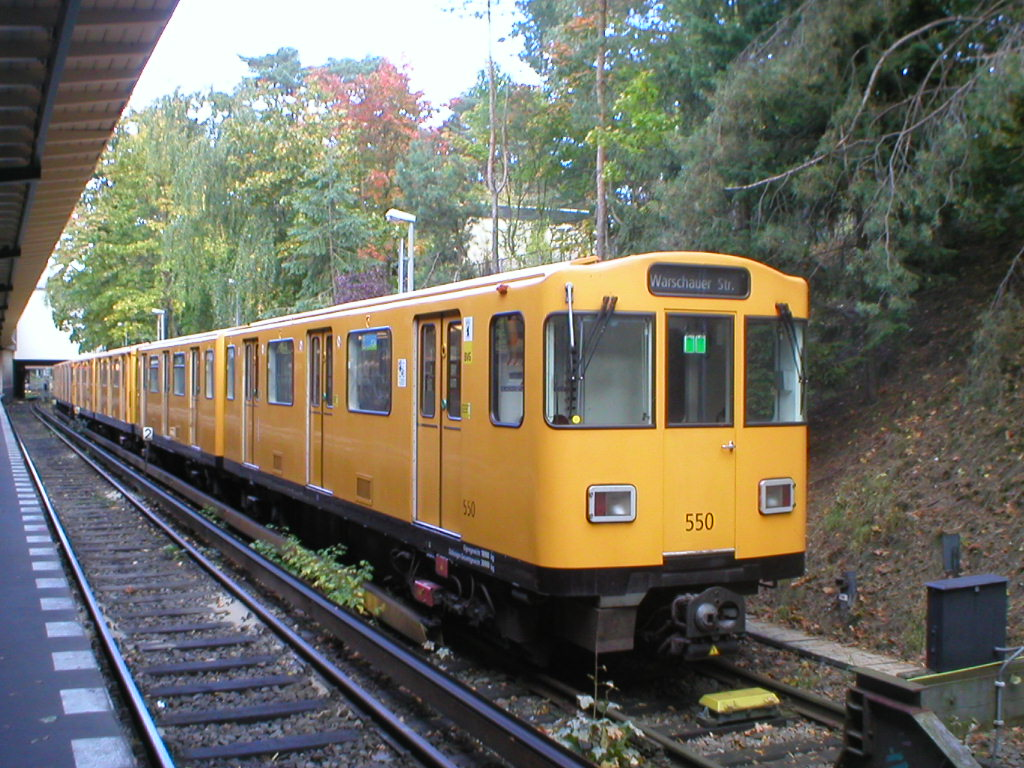
A3L 92 im Bahnhof Krumme Lanke

Nach der Wiedervereinigung mussten die beiden Teilabschnitte der U2 ebenfalls wieder zusammengefügt werden. Dadurch entstand nochmals der Bedarf an neueren Fahrzeugen, zudem musterte die BVG bereits die ersten Züge der Baureihe GI/1 aufgrund technischer Mängel aus. Der dadurch entstandene Fahrzeugmangel konnte so nur durch die Ertüchtigung der G-Wagen auf der einen oder die Beschaffung von weiteren Neubaufahrzeugen auf der anderen Seite behoben werden. Da die BVG sich ursprünglich von den GI/1 trennen wollte, griff sie auf letztere Maßnahme zurück.
Zwischen 1993 und 1994 wurden insgesamt 51 Doppeltriebwagen beschafft, die weitestgehend den A3L 82 glichen – mit der Ausnahme, dass diese nun als A3L 92 bezeichneten Fahrzeuge einen Drehstromantrieb hatten, was damals für eine Kleinprofilbaureihe noch neu war. Auch im Hinblick auf die Türen unterschieden sich die A3L 92 von ihren Vorgängern: Bei den letztgebauten 16 Wagen (A3L 92) werden sie elektrisch angetrieben.
Als erste Einheit wurde 566/567 infolge von Rissen bereits ausgemustert.

### A3E
Mittlerweile wurden die Fahrzeuge der ersten Lieferserie (A3 60) ausgemustert, die beiden anderen Lieferserien wurden 2003 bis 2005 teils umfangreich modernisiert und dabei unter anderem im Innenraum den A3L 92 angepasst. Ihre Lebensdauer wurde damit um weitere 16 bis 20 Jahre erhöht, wobei ihre Bezeichnung nun A3E (wobei das E für Ertüchtigt steht) lautet.
Aufgrund des hohen Anschaffungspreises neuer Fahrzeuge schrieb die BVG Ende der 1990er Jahre die Modernisierung ihrer wagenbaulich noch intakten Baureihen A3 64/66 aus. Die Modernisierungen wurden dann in Zusammenarbeit mit dem MGB (Mittenwalder Gerätebau) durchgeführt. Die Fahrzeuge sollten hinsichtlich Wartungsaufwand und Innenraumausstattung der Baureihe A3L 92 angeglichen werden. Die mit vielen zu wartenden Schützen ausgeführte Schaltwerkstechnik wurde durch Gleichstromstellertechnik ersetzt. Die Fahrmotoren in den Zweiachs-Längsantrieben (DUEWAG-Tandemantrieb) wurden beibehalten. Das Anfahr- und Bremsverhalten entspricht dem der Baureihe A3L 92. Die Baureihen A3E und A3L 92 können dadurch frei miteinander gekuppelt werden. Äußerlich unterscheidet sich die Baureihe sichtbar durch einen Zuluftkasten, der den vorderen rechten Kuckuckslüfter ersetzt, der der Zuführung von Luft für die Führerraumheizung dient. Die aus St-52 hergestellten Wagenkästen zeigten einen hervorragenden Erhaltungszustand. Die Untersuchung der Langträger mit einem Endoskop ergab keinerlei Rostfraß, außer in den dafür durch Streusalz anfälligen Türbereichen. Die drehbaren Fluchttüren an den Stirnwänden der Doppeltriebwagen (DTW) wurden durch kulissengeführte Schwenkschiebetüren ersetzt, um den Luftzug im Führerraum zu minimieren. Dem ersten Doppeltriebwagen (Prototyp) folgte die Serie, in der konstruktive Veränderungen zur Fertigungsvereinfachung im Untergestell und im Innenraum als Erfahrung aus dem Ursprungsfahrzeug realisiert sind. Die Fahrzeuge wurden in der ehemaligen Werkstatt für Betriebsfahrzeuge in der Bw/Hw Gru umgebaut.
Bis März 2019 wurden alle 28 der von 2003 bis 2005 ertüchtigten Doppeltriebwagen der Serien A3 64E und A3 66E instand gesetzt und wieder in Betrieb genommen. Die Fahrzeuge sind mit ihren 53 bis 55 Jahren damit die dienstältesten täglich im Fahrgastbetrieb eingesetzten U-Bahn-Wagen Deutschlands. Inzwischen liegt ihre jeweilige durchschnittliche Laufleistung bei über 3,7 Millionen Kilometern.

## Wagenbauliches

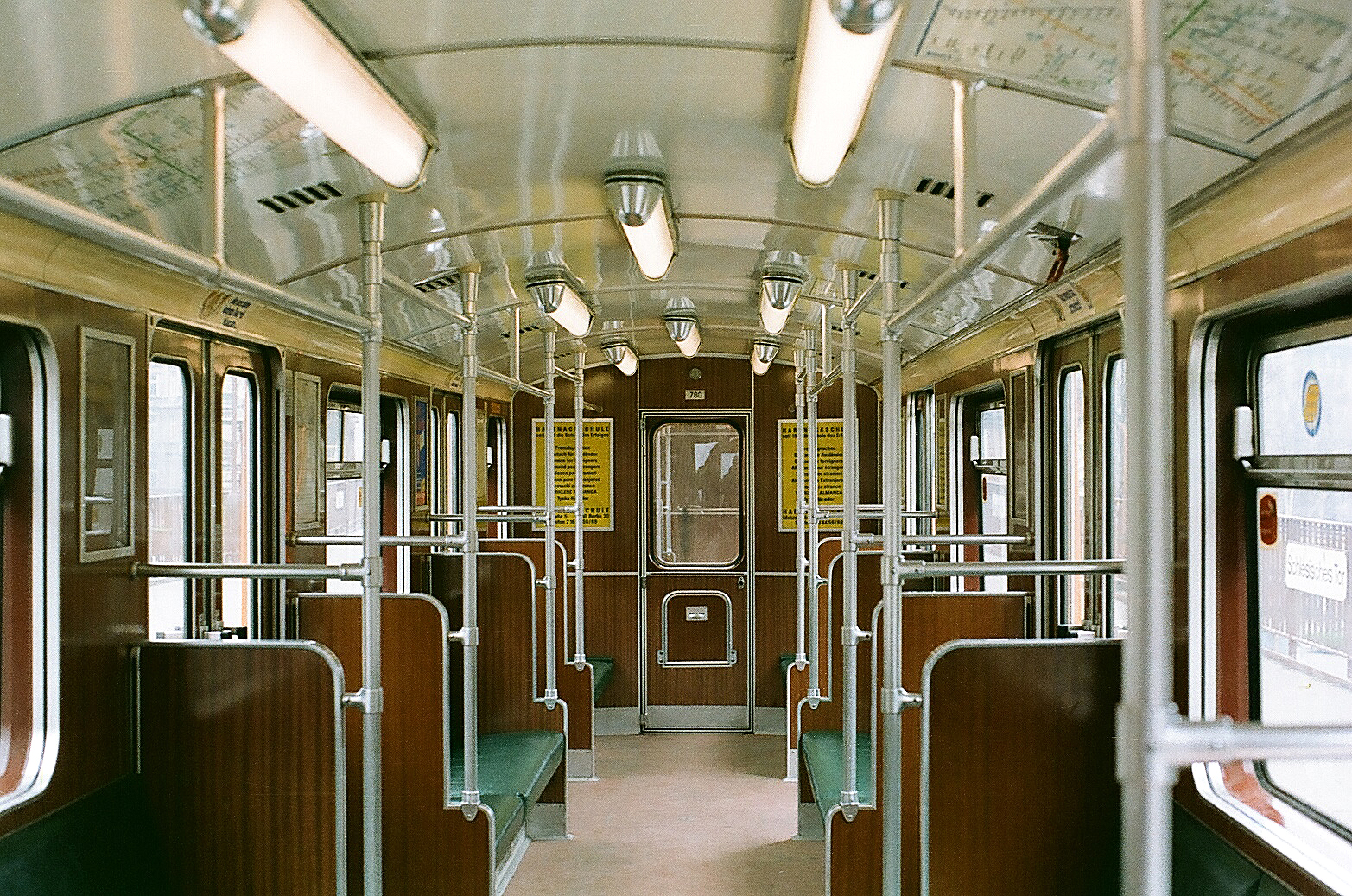
Fahrgastraum eines A3L71, 1984

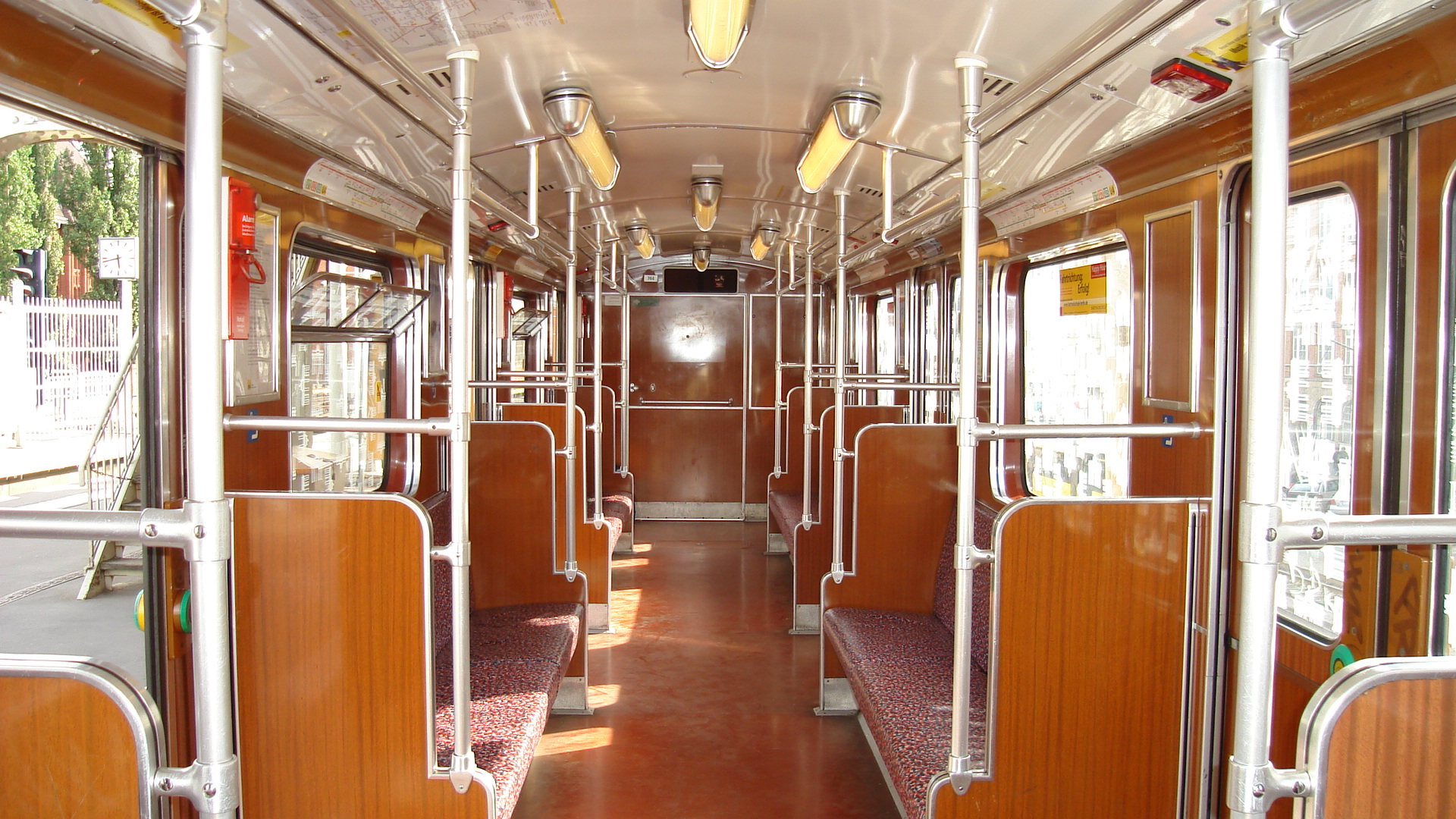
Modernisierter Fahrgastraum eines A3L71 mit vandalismusresistenten Sitzbezügen und Seitenscheiben

Der Wagenkasten ist bei den Wagen der Ursprungsbauart A3 in Stahlbauweise, bei den Nachfolgern in Aluminium-Leichtbauweise erstellt worden. Die Abmessungen der Wagen sind weitestgehend gleich und orientieren sich an denen der Großprofil-Baureihen D und F, mit Ausnahme des Profils und der maximalen Zuglänge.
Pro Wagen befinden sich drei doppelflügelige, mit Druckluft betriebene Taschenschiebetüren auf jeder Seite. Weiterhin haben die Wagen zwei einflügelige Schiebetüren zum Fahrerraum. Ab der Serie A3L 82 wurde auf die rechte Fahrerraumtür verzichtet, die linke ist nunmehr eine Schwenktür. Bei einigen Wagen der Serie A3L 71 wurde die rechte Fahrerraumtür inzwischen entfernt.
Der Innenraum ist mit Längssitzen ausgestattet, die zunächst mit dunkelgrünem, später mit gemustertem Kunstleder bezogen wurden. Versuchsweise gab es auch Polsterungen mit Plüsch.
Bei den Triebwagen der A3-Bauarten sind alle Achsen angetrieben. Der Antrieb besteht aus je einem längsliegenden Motor pro Drehgestell, der in Tandemanordnung über ein Hohlwellengetriebe beide Achsen antreibt. Die Motorleistung liegt bei den A3 noch bei 120 kW, bei den A3L konnte sie indes wegen der leichteren Bauweise auf 100 kW verringert werden. Bei den A3L 92 beträgt die Leistung eines Fahrmotors nur 89 kW, dafür sind die Antriebe Einzelachsantriebe.
Als Betriebsbremsen werden bei den A3 und A3L eine fremdgesteuerte Widerstandsbremse sowie als Anhalte- und Notbremse Druckluftscheibenbremsen eingesetzt. Zudem sind die Wagen aller Baureihen mit einer Federspeicherbremse ausgerüstet, die den abgestellten Zug gegen Abrollen sichert.

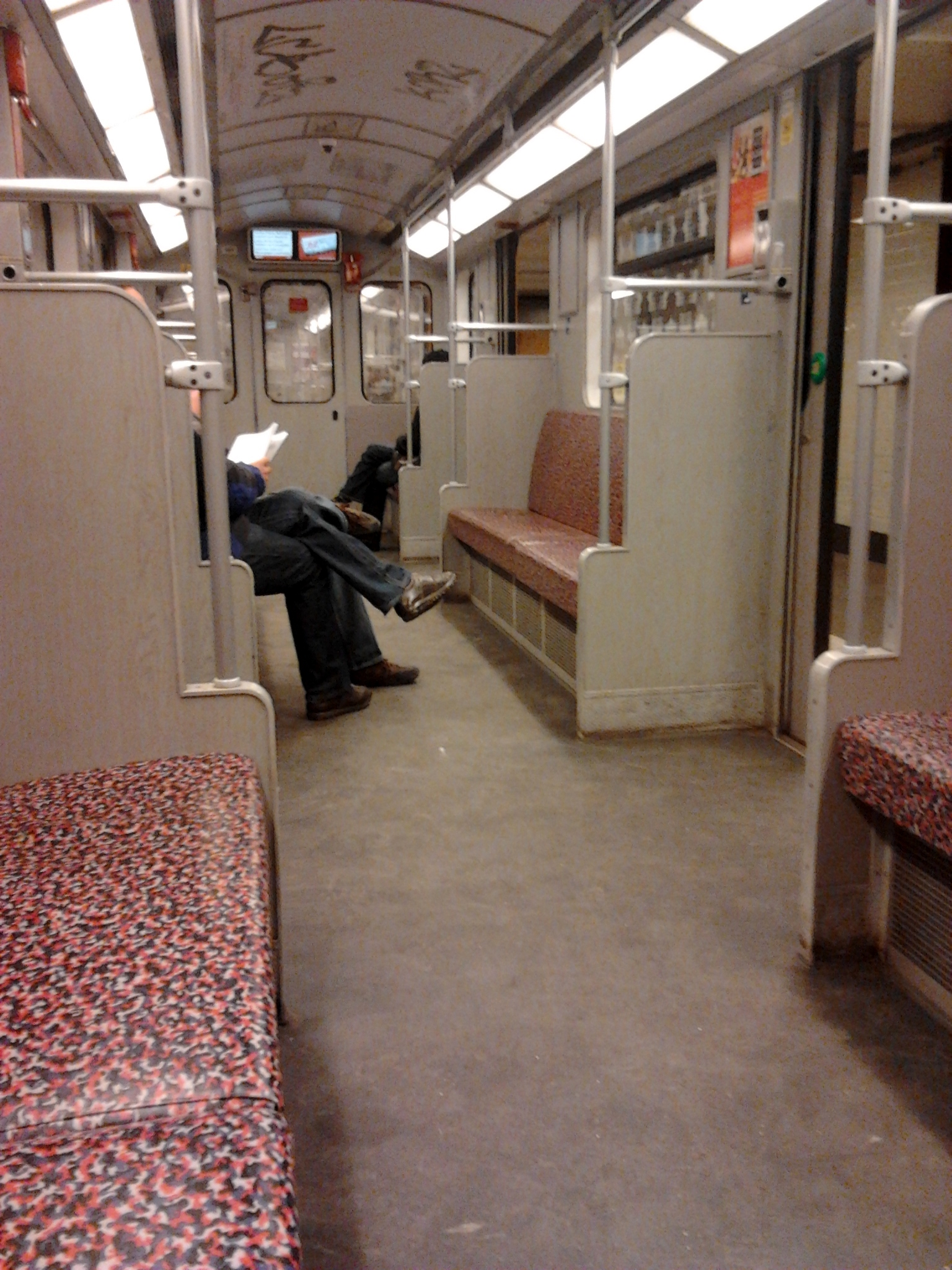
Fahrgastraum eines A3L92, Innenraum im Auslieferungszustand
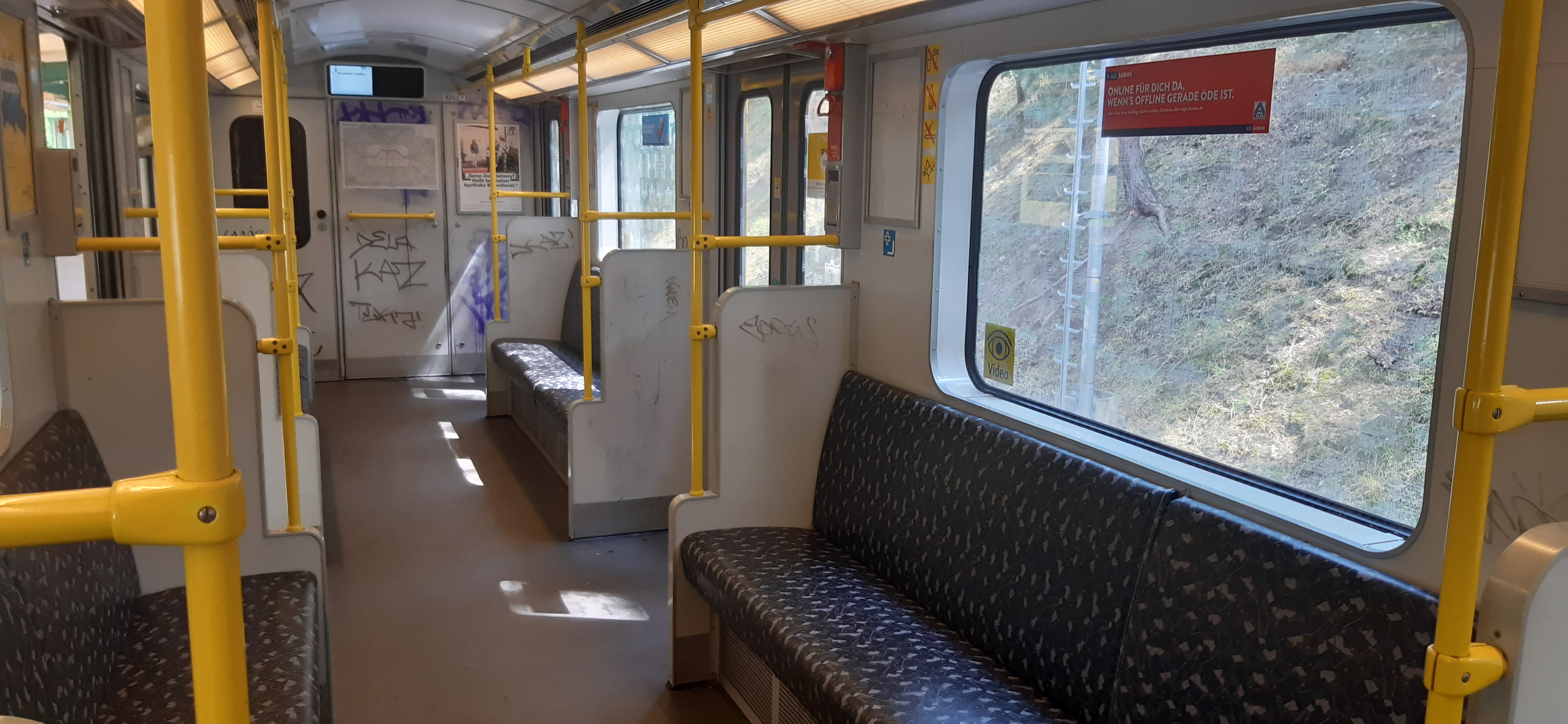
Fahrgastraum eines A3L92, im Corporate-Design, Juli 2021

## Heutiger Einsatz
Die Züge der Serie A3 werden auf allen Kleinprofillinien eingesetzt. Auf der U1 und U2 fahren Acht-, auf der U3 Sechs- und auf der U4 Zweiwagenzüge. Im Wochenendverkehr werden auf der Linie U3 zeitweilig auch 4-Wagen-Züge eingesetzt. Im Nachtverkehr werden mit Ausnahme der Linie U1 und der dann nicht verkehrenden U4 alle Linien nur mit 4-Wagen-Zügen bedient. Die Linie U1 verkehrt im Nachtverkehr mit 6-Wagen-Zügen.